# ヘンケン・ベッケナー
- 機動戦士Ζガンダム > 機動戦士Ζガンダムの登場人物 > ヘンケン・ベッケナー
- GUNDAM THE RIDE > ヘンケン・ベッケナー

ヘンケン・ベッケナー (Henken Bekkener) は、アニメ『機動戦士Ζガンダム』、劇場アトラクション『GUNDAM THE RIDE』に登場する架空の人物。階級は中佐。担当声優は小杉十郎太。
主要人物の1人であるが、担当声優の小杉がナレーターも兼任しているため、彼がクレジットされている役名はヘンケンではなくナレーターとなっている。ヘンケンの名は、劇場版にて初めてクレジットされた。

## 人物
強面ながら豪快な性格で部下に尊敬されているが、恋愛に関しては不器用。エマ・シーンに一目惚れしてプレゼントを贈ったり、作戦直前にもかかわらず「中尉、お茶しないか？」とナンパしたり、果てには核パルスによる放射能汚染を気遣うあまり「君が赤ちゃんを産めんようになったら」と言うなど、愚直なところがあるため、素直な思いは伝えられずにいる。部下からタイミングの悪さを冷やかされ、膨れっ面をするシーンもある。
その一方、小説版『機動戦士Ζガンダム』第1巻の人物紹介では、「離婚経験者？」とされている。

## 劇中での活躍
一年戦争時は地球連邦軍に所属。その後、エゥーゴに身を投じた宇宙世紀0087年、アーガマの初代艦長に就任。アーガマへ逃れてきたカミーユ・ビダンがニュータイプであることには、ブレックス・フォーラやクワトロ・バジーナと共に期待し、ガンダムMk-IIのパイロットとして登用する。なお、表向きは月面都市アンマンのハンバーガーショップ「マクダニエル」で店長を務めていることになっている。
エゥーゴに参加したブライト・ノアにはアーガマの艦長を引き継がせ、自らはアイリッシュ級戦艦「ラーディッシュ」の艦長に就任。この時点でブライトとヘンケンは同じ中佐であったが、ブライトは先任であるヘンケンに対しては敬語を使っている。
宇宙世紀0088年2月21日、グリプス2を巡る最終決戦でエマ・シーンのガンダムMk-IIがティターンズのヤザン・ゲーブルが操るハンブラビの攻撃を受けて危機に陥ると、危険を承知でラーディッシュを前進させてエマを援護する。しかし、ヤザンの反撃によりラーディッシュは大きなダメージを受け、沈む。死の直前までエマのことを気にかけ、ノイズの走るモニター越しにエマ機の健在を確認し、息を引き取る。

## 本編外での活躍
アトラクション『GUNDAM THE RIDE ‐宇宙要塞A BAOA QU‐』では、一年戦争時に第7艦隊所属サラミス改フジ級輸送艦「スルガ」の艦長として、宇宙移民者をソロモンからサイド6へ移送する任務にあたっている。ア・バオア・クー攻略戦時には戦闘宙域へ侵入したために戦闘に巻き込まれ、宇宙移民者を乗せたランチを護衛部隊ジャック・ザ・ハロウィン隊に託す。この後、ザクレロの攻撃を受けたスルガは撃沈されるが、ヘンケンは無事救出される。この時期に、シャア・アズナブルの存在（プレッシャー）を感じていたという話もある。
スマートフォンゲームアプリ『機動戦士ガンダム U.C. ENGAGE』のイベント「アムロシャアモード」では、終戦直後にホワイトベースのクルーが収容されたサラミス級巡洋艦に救助され、ブライトおよびミライ・ヤシマと会話をしている。
書籍『ガンダムウォーズI・プロジェクトΖ』掲載の小説『THE FIRST STEP』では、宇宙世紀0082年頃に第6艦隊所属サラミス級巡洋艦「ツシマ」の艦長として、アステロイドベルトから地球圏への航路を巡回警備に携わる様子が描かれている。アクシズからモビルスーツを搭載した偽装船を率いて地球圏へ潜入するクワトロの艦の臨検を試みるが、木星からの資源運搬船だと説明する彼の嘘を信じてしまい、これを見逃している。
雑誌『ΖガンダムエースNo.003』に掲載された赤津豊の読み切り漫画「クロスディゾルブ side：ヘンケン」では、同じ部隊のエマに好意を寄せていたシーンが描かれている。